# Triptofano alfa,beta-ossidasi
La triptofano alfa,beta-ossidasi è un enzima appartenente alla classe delle ossidoreduttasi, che catalizza la seguente reazione:
L-triptofano + O2 ⇄ α,β-dideidrotriptofano + H2O2
L'enzima richiede eme. Quello di Chromobacterium violaceum è specifico per i derivati del triptofano, avendo il gruppo carbossilico libero, o come ammide o come estere. Inoltre catalizza la α,β deidrogenazione delle catene laterali dell'L-triptofano nei peptidi. Il prodotto della reazione è in grado di idrolizzarsi spontaneamente per formare indolopiruvato.